# Под своим деревом
Под «своим деревом» (яп. 「自分の木」の下で Дзибун но ки но сита дэ) — сборник эссе Кэндзабуро Оэ, адресованный японским школьникам средних и старших классов. В книгу, выпущенную в 2001 году издательством «Асахисимбунся», вошли шестнадцать эссе, ранее опубликованные в период с августа 2000 года по февраль 2001 года в еженедельнике «Асахи сюкан» (яп. 朝日週刊 Асахи сю:кан). Иллюстрации к книге выполнены супругой писателя Юкари Оэ. На другие языки книга с японского не переводилась. "Под «своим деревом» стало первым сочинением Кэндзабуро Оэ, адресованным детям. Адаптированные для детского восприятия язык и уровень изложения материала не мешают писателю обращаться к фундаментальным вопросам, а также использовать образную систему очень близкую той, на которой строятся его художественные произведения зрелого и позднего периодов творчества.
Составляющие книгу эссе имеют общую структуру, предполагающую рассмотрение каждого вопроса в два подхода. Сначала Оэ описывается тот или иной случай из его детства. Затем этому памятному случаю придаётся глобальное звучание и форма актуальная для современности. Переход от сугубо личного к общезначимому, как и в прозе Оэ, осуществляется через мифологию родной деревни писателя. В эссе мифология воссоздаётся через включённые в текст рассказы матери и бабушки Оэ. Второй подход к теме эссе осуществляется снова средствами автобиографического материала, теперь уже однако касающегося взрослой жизни писателя, вновь стоящего перед тем же, что и в детстве, вопросом. В большинстве случаев место мифа занимает рассказ о старшем сыне Хикари Оэ и других членах его семьи, включая Юкари Оэ и Дзюдзо Итами. Вместе с тем Оэ для иллюстрации своих идей обращается к японской (Нацумэ Сосэки, Кэндзи Миядзава и др.) и мировой (Данте, Йейтс и др.) литературной классике. Центральным мифом, который и дал название книги, является фигурирующий во многих эссе миф о «своём дереве». Согласно этому преданию у каждого жителя деревни есть своё ещё до его рождения предопределенное дерево. С рождением человека в него вселяется душа, исходящая из корней дерева и спускающаяся с гор в человеческое тело. Со смертью умирает лишь тело, а душа возвращается в «своё дерево». Если чудесным образом найти в лесу «своё дерево» и встать под ним, то можно увидеть себя, каким ты будешь спустя многие годы.
Несмотря на то, что книга адресована детям, Оэ достаточно подробно описывает современную ситуацию, сложившуюся в Японии. Японские реалии в сборнике "Под «своим деревом» — это вторая мировая война и последствия поражения в ней Японии: атомная бомбардировка Хиросимы и Нагасаки, американская оккупация и американизация, послевоенная демократия, пересмотр конституция страны, лишение императора приписываемой ему ранее божественной природы, а также нео-националистические настроения последних лет. Основной мыслью Оэ, которую он пытается донести до своих юных читателей, является то, что дети должны ясно и как можно раньше осознать свою историчность и важность традиции и преемственности поколений: сегодняшние дети завтра станут взрослыми, которые и будут определять культурные и социально-политические реалии человечества. Вокруг этой идеи Оэ строит изложение таких значимых вопросов, как смысл жизни и место в ней художественного творчества, а также вопроса о сущности насилия, понимаемого через его двойственность. Вопрос двойственности насилия подробно рассматривается в нескольких эссе, завершающих книгу, и заключается в том, что способность совершить самоубийство тождественна готовности к насилию по отношению к другому человеку: отказ от одного, ведёт к преодолению другого и обретению подлинной человеческой природы. Само преодоление Оэ возводит в ранг принципа человеческого существования, согласно которому в жизни не существует ничего непоправимого, особенно для ребёнка.